# Haplothrix pulchra
Haplothrix pulchra är en skalbaggsart som beskrevs av Hüdepohl 1998. Haplothrix pulchra ingår i släktet Haplothrix och familjen långhorningar. Inga underarter finns listade i Catalogue of Life.